# Baudrières
Baudrières és un municipi francès, situat al departament de Saona i Loira i a la regió de Borgonya - Franc Comtat. L'any 2007 tenia 860 habitants.

## Demografia

### Població
El 2007 la població de fet de Baudrières era de 860 persones. Hi havia 346 famílies, de les quals 80 eren unipersonals (28 homes vivint sols i 52 dones vivint soles), 115 parelles sense fills, 131 parelles amb fills i 20 famílies monoparentals amb fills.
La població ha evolucionat segons el següent gràfic:
Habitants censats

### Habitatges
El 2007 hi havia 420 habitatges, 346 eren l'habitatge principal de la família, 51 eren segones residències i 23 estaven desocupats. 411 eren cases i 4 eren apartaments. Dels 346 habitatges principals, 305 estaven ocupats pels seus propietaris, 38 estaven llogats i ocupats pels llogaters i 4 estaven cedits a títol gratuït; 5 tenien una cambra, 11 en tenien dues, 39 en tenien tres, 107 en tenien quatre i 184 en tenien cinc o més. 277 habitatges disposaven pel capbaix d'una plaça de pàrquing. A 114 habitatges hi havia un automòbil i a 198 n'hi havia dos o més.

### Piràmide de població
La piràmide de població per edats i sexe el 2009 era:
| Homes | Edats   | Dones |
| ----- | ------- | ----- |
| 0     | 95 o +  | 0     |
| 0     | 90 a 94 | 0     |
| 0     | 85 a 89 | 8     |
| 8     | 80 a 84 | 0     |
| 12    | 75 a 79 | 4     |
| 24    | 70 a 74 | 32    |
| 20    | 65 a 69 | 32    |
| 32    | 60 a 64 | 32    |
| 12    | 55 a 59 | 12    |
| 24    | 50 a 54 | 44    |
| 40    | 45 a 49 | 8     |
| 36    | 40 a 44 | 40    |
| 32    | 35 a 39 | 16    |
| 44    | 30 a 34 | 24    |
| 8     | 25 a 29 | 32    |
| 12    | 20 a 24 | 8     |
| 16    | 15 a 19 | 28    |
| 32    | 10 a 14 | 28    |
| 24    | 5 a 9   | 16    |
| 16    | 0 a 4   | 24    |

## Economia
El 2007 la població en edat de treballar era de 552 persones, 402 eren actives i 150 eren inactives. De les 402 persones actives 384 estaven ocupades (210 homes i 174 dones) i 19 estaven aturades (6 homes i 13 dones). De les 150 persones inactives 62 estaven jubilades, 39 estaven estudiant i 49 estaven classificades com a «altres inactius».

### Ingressos
El 2009 a Baudrières hi havia 341 unitats fiscals que integraven 856 persones, la mediana anual d'ingressos fiscals per persona era de 17.467 €.

### Activitats econòmiques
Dels 24 establiments que hi havia el 2007, 2 eren d'empreses alimentàries, 4 d'empreses de construcció, 7 d'empreses de comerç i reparació d'automòbils, 4 d'empreses de transport, 2 d'empreses d'hostatgeria i restauració, 1 d'una empresa de serveis i 4 d'empreses classificades com a «altres activitats de serveis».
Dels 7 establiments de servei als particulars que hi havia el 2009, 1 era un paleta, 1 guixaire pintor, 1 lampisteria, 1 electricista, 1 perruqueria i 2 restaurants.
L'únic establiment comercial que hi havia el 2009 era una fleca.
L'any 2000 a Baudrières hi havia 29 explotacions agrícoles que ocupaven un total de 1.900 hectàrees.

## Equipaments sanitaris i escolars
El 2009 hi havia una escola elemental integrada dins d'un grup escolar amb les comunes properes formant una escola dispersa.

## Poblacions més properes
El següent diagrama mostra les poblacions més properes.